# Rodrigo Palacio
Pour les articles homonymes, voir Palacio.
Rodrigo Sebastián Palacio, né le 5 février 1982 à Bahía Blanca, est un footballeur international argentin qui joue au poste d'avant-centre au Brescia Calcio.

## Biographie

### En club
Évoluant à Boca Juniors depuis 2005, après y avoir remporté huit trophées, il tente l'aventure européenne en 2009 dans le club italien du Genoa pour un transfert évalué à 5 millions d'euros. Il reste trois saisons à Gênes, y marquant 38 buts et donnant 20 passes décisives en 90 matchs de championnat. Il marque aussi 2 buts en Coupe d'Italie.
Le 7 juin 2012, il est recruté par l'Inter Milan, le transfert prenant effet à l'ouverture du marché des transferts le 1er juillet. Palacio constitue premièrement une doublure à Diego Milito mais réussit finalement à s'imposer dans le onze titulaire de l'Inter en palliant les nombreuses blessures de son compatriote. Au cours de la saison 2012-2013, il est le meilleur buteur de l'Inter avec 22 buts toutes compétitions confondues, dont 12 en Serie A. Sa deuxième saison se déroule tout aussi bien avec 19 buts toutes compétitions confondues avec notamment un but donnant la victoire à l'Inter lors du derby de Milan. Il est pour la deuxième fois consécutive le meilleur buteur de son club. Il marque 17 buts en Serie A en 37 matchs pour le quatrième meilleur total du championnat derrière Carlos Tévez (19 buts), Luca Toni (20 buts), Ciro Immobile (22 buts). Il est sélectionné par Alejandro Sabella pour disputer la Coupe du monde 2014 au Brésil. Il entre en jeu lors de la finale et manque de peu le cadre d'un lob face à Manuel Neuer durant la prolongation. Son équipe perd finalement après un but de Mario Götze. 
La saison 2014-2015 est moins probante pour Palacio mais il réussit à marquer 12 buts en 41 matchs et forme un bon duo d'attaque avec le jeune Mauro Icardi. Malheureusement l'Inter termine seulement 8e en championnat et n'est qualifié pour aucune compétition européenne.
Lors de la saison 2015-2016, Palacio joue moins, seulement 6 titularisations en championnat au 8 janvier 2016. Cependant, il garde la confiance de son entraîneur ainsi que celle de son club qui prolonge son contrat d'une année supplémentaire soit jusqu'en 2017.
Au mercato estival de 2017, libre de tout contrat, il signe avec le Bologne FC,.
En mai 2021, Rodrigo Palacio inscrit un triplé face à l'ACF Fiorentina (score 3-3) ; il devient à 39 ans et 86 jours, le plus vieux joueur à réaliser un coup du chapeau dans l'histoire du championnat d'Italie.

### En sélection nationale
- Première sélection contre le Mexique en mars 2005.
- Il participe à la Coupe du monde de football de 2006 avec l'équipe d'Argentine.
- Il a été finaliste de la Copa América 2007.
- Finaliste de la Coupe du monde 2014

### Retraite
Le 26 septembre 2022, Rodrigo Palacio annonce sa retraite du monde du football pour jouer au basket, en 4e division italienne.

## Statistiques

### Statistiques détaillées
Ce tableau présente les statistiques en carrière de Rodrigo Palacio :

| Saison                | Club                  | Championnat           | Championnat | Championnat | Championnat | Coupe(s) nationale(s) | Coupe(s) nationale(s) | Coupe(s) nationale(s) | Compétition(s) continentale(s) | Compétition(s) continentale(s) | Compétition(s) continentale(s) | Compétition(s) continentale(s) | Plays-off | Plays-off | Plays-off | Recopa Sudamericana | Recopa Sudamericana | Recopa Sudamericana | Coupe du monde des clubs FIFA | Coupe du monde des clubs FIFA | Coupe du monde des clubs FIFA | Total | Total | Total |
| Saison                | Club                  | Division              | M.          | B.          | P.d.        | M.                    | B.                    | P.d.                  | Comp.                          | M.                             | B.                             | P.d.                           | M.        | B.        | P.d.      | M.                  | B.                  | P.d.                | M.                            | B.                            | P.d.                          | M.    | B.    | P.d.  |
| 2002-2003             | Huracán TA            | Primera B Nacional    | 34          | 10          | 0           | -                     | -                     | -                     | -                              | -                              | -                              | -                              | -         | -         | -         | -                   | -                   | -                   | -                             | -                             | -                             | 34    | 10    | 0     |
| 2003-2004             | Huracán TA            | Primera B Nacional    | 19          | 5           | 0           | -                     | -                     | -                     | -                              | -                              | -                              | -                              | -         | -         | -         | -                   | -                   | -                   | -                             | -                             | -                             | 19    | 5     | 0     |
| Sous-total            | Sous-total            | Sous-total            | 53          | 15          | 0           | -                     | -                     | -                     | -                              | -                              | -                              | -                              | -         | -         | -         | -                   | -                   | -                   | -                             | -                             | -                             | 53    | 15    | 0     |
| 2003-2004             | CA Banfield           | Primera División      | 19          | 2           | 2           | -                     | -                     | -                     | -                              | -                              | -                              | -                              | -         | -         | -         | -                   | -                   | -                   | -                             | -                             | -                             | 19    | 2     | 2     |
| 2004-2005             | CA Banfield           | Primera División      | 17          | 7           | 2           | -                     | -                     | -                     | CS                             | 2                              | 2                              | 0                              | -         | -         | -         | -                   | -                   | -                   | -                             | -                             | -                             | 19    | 9     | 2     |
| Sous-total            | Sous-total            | Sous-total            | 36          | 9           | 4           | -                     | -                     | -                     | -                              | 2                              | 2                              | 0                              | -         | -         | -         | -                   | -                   | -                   | -                             | -                             | -                             | 38    | 11    | 4     |
| 2004-2005             | Boca Juniors          | Primera División      | 15          | 3           | 0           | -                     | -                     | -                     | CL+CS                          | 7+7                            | 2+5                            | 0                              | -         | -         | -         | -                   | -                   | -                   | -                             | -                             | -                             | 29    | 10    | 0     |
| 2005-2006             | Boca Juniors          | Primera División      | 32          | 17          | 2           | -                     | -                     | -                     | CS                             | 2                              | 2                              | 0                              | -         | -         | -         | 2                   | 0                   | 0                   | -                             | -                             | -                             | 36    | 19    | 2     |
| 2006-2007             | Boca Juniors          | Primera División      | 32          | 19          | 7           | -                     | -                     | -                     | CL+CS                          | 10+1                           | 4+0                            | 0                              | 1         | 0         | 0         | 2                   | 3                   | 0                   | -                             | -                             | -                             | 46    | 26    | 7     |
| 2007-2008             | Boca Juniors          | Primera División      | 31          | 10          | 7           | -                     | -                     | -                     | CL                             | 12                             | 4                              | 4                              | -         | -         | -         | -                   | -                   | -                   | 2                             | 1                             | 0                             | 45    | 15    | 11    |
| 2008-2009             | Boca Juniors          | Primera División      | 18          | 4           | 3           | -                     | -                     | -                     | CL                             | 7                              | 5                              | 2                              | 2         | 1         | 0         | 2                   | 2                   | 0                   | -                             | -                             | -                             | 29    | 12    | 5     |
| Sous-total            | Sous-total            | Sous-total            | 128         | 53          | 19          | -                     | -                     | -                     | -                              | 46                             | 22                             | 6                              | 3         | 1         | 0         | 6                   | 5                   | 0                   | 2                             | 1                             | 0                             | 185   | 82    | 25    |
| 2009-2010             | Genoa CFC             | Serie A               | 31          | 7           | 7           | -                     | -                     | -                     | C3                             | 6                              | 1                              | 0                              | -         | -         | -         | -                   | -                   | -                   | -                             | -                             | -                             | 37    | 8     | 7     |
| 2010-2011             | Genoa CFC             | Serie A               | 27          | 9           | 8           | 2                     | 0                     | 0                     | -                              | -                              | -                              | -                              | -         | -         | -         | -                   | -                   | -                   | -                             | -                             | -                             | 29    | 9     | 8     |
| 2011-2012             | Genoa CFC             | Serie A               | 32          | 19          | 5           | 2                     | 2                     | 0                     | -                              | -                              | -                              | -                              | -         | -         | -         | -                   | -                   | -                   | -                             | -                             | -                             | 34    | 21    | 5     |
| Sous-total            | Sous-total            | Sous-total            | 90          | 35          | 20          | 4                     | 2                     | 0                     | -                              | 6                              | 1                              | 0                              | -         | -         | -         | -                   | -                   | -                   | -                             | -                             | -                             | 100   | 38    | 20    |
| 2012-2013             | Inter Milan           | Serie A               | 26          | 12          | 5           | 3                     | 2                     | 0                     | C3                             | 10                             | 8                              | 2                              | -         | -         | -         | -                   | -                   | -                   | -                             | -                             | -                             | 39    | 22    | 7     |
| 2013-2014             | Inter Milan           | Serie A               | 37          | 17          | 6           | 2                     | 2                     | 0                     | -                              | -                              | -                              | -                              | -         | -         | -         | -                   | -                   | -                   | -                             | -                             | -                             | 39    | 19    | 6     |
| 2014-2015             | Inter Milan           | Serie A               | 35          | 8           | 6           | -                     | -                     | -                     | C3                             | 6                              | 4                              | 0                              | -         | -         | -         | -                   | -                   | -                   | -                             | -                             | -                             | 41    | 12    | 6     |
| 2015-2016             | Inter Milan           | Serie A               | 27          | 2           | 4           | 3                     | 1                     | 0                     | -                              | -                              | -                              | -                              | -         | -         | -         | -                   | -                   | -                   | -                             | -                             | -                             | 30    | 3     | 4     |
| 2016-2017             | Inter Milan           | Serie A               | 15          | 0           | 3           | 2                     | 1                     | 0                     | C3                             | 3                              | 1                              | 0                              | -         | -         | -         | -                   | -                   | -                   | -                             | -                             | -                             | 20    | 2     | 3     |
| Sous-total            | Sous-total            | Sous-total            | 140         | 39          | 24          | 10                    | 6                     | 0                     | -                              | 19                             | 13                             | 2                              | -         | -         | -         | -                   | -                   | -                   | -                             | -                             | -                             | 169   | 58    | 26    |
| 2017-2018             | Bologne FC            | Serie A               | 28          | 4           | 2           | -                     | -                     | -                     | -                              | -                              | -                              | -                              | -         | -         | -         | -                   | -                   | -                   | -                             | -                             | -                             | 28    | 4     | 2     |
| 2018-2019             | Bologne FC            | Serie A               | 28          | 3           | 6           | 3                     | 0                     | 0                     | -                              | -                              | -                              | -                              | -         | -         | -         | -                   | -                   | -                   | -                             | -                             | -                             | 31    | 3     | 6     |
| 2019-2020             | Bologne FC            | Serie A               | 35          | 7           | 3           | 1                     | 1                     | 0                     | -                              | -                              | -                              | -                              | -         | -         | -         | -                   | -                   | -                   | -                             | -                             | -                             | 36    | 8     | 3     |
| 2020-2021             | Bologne FC            | Serie A               | 36          | 5           | 6           | 1                     | 0                     | 0                     | -                              | -                              | -                              | -                              | -         | -         | -         | -                   | -                   | -                   | -                             | -                             | -                             | 37    | 5     | 6     |
| Sous-total            | Sous-total            | Sous-total            | 127         | 19          | 17          | 5                     | 1                     | 0                     | -                              | -                              | -                              | -                              | -         | -         | -         | -                   | -                   | -                   | -                             | -                             | -                             | 132   | 20    | 17    |
| 2021-2022             | Bologne FC            | Serie B               | 28          | 6           | 3           | -                     | -                     | -                     | -                              | -                              | -                              | -                              | -         | -         | -         | -                   | -                   | -                   | -                             | -                             | -                             | 28    | 6     | 3     |
| Sous-total            | Sous-total            | Sous-total            | 28          | 6           | 3           | -                     | -                     | -                     | -                              | -                              | -                              | -                              | -         | -         | -         | -                   | -                   | -                   | -                             | -                             | -                             | 28    | 6     | 3     |
| Total sur la carrière | Total sur la carrière | Total sur la carrière | 602         | 176         | 87          | 19                    | 9                     | 0                     | -                              | 73                             | 38                             | 8                              | 3         | 1         | -         | 6                   | 5                   | -                   | 2                             | 1                             | 0                             | 705   | 230   | 95    |

### Buts internationaux
| Buts internationaux de Rodrigo Palacio | Buts internationaux de Rodrigo Palacio | Buts internationaux de Rodrigo Palacio                            | Buts internationaux de Rodrigo Palacio | Buts internationaux de Rodrigo Palacio | Buts internationaux de Rodrigo Palacio | Buts internationaux de Rodrigo Palacio |
| 0                                      | Date                                   | Lieu                                                              | Adversaire                             | Score                                  | Résultats                              | Compétitions                           |
| -------------------------------------- | -------------------------------------- | ----------------------------------------------------------------- | -------------------------------------- | -------------------------------------- | -------------------------------------- | -------------------------------------- |
| 1                                      | 15 juin 2008                           | Stade Monumental Antonio Vespucio Liberti, Bueno Aires, Argentine | Équateur                               | 1-1                                    | 1-1                                    | Éliminatoires Coupe du monde 2010      |
| 2                                      | 12 octobre 2013                        | Stade Monumental Antonio Vespucio Liberti, Bueno Aires, Argentine | Pérou                                  | 3-1                                    | 3-1                                    | Éliminatoires Coupe du monde 2014      |
| 3                                      | 5 juin 2014                            | Stade Monumental Antonio Vespucio Liberti, Bueno Aires, Argentine | Trinité-et-Tobago                      | 1-0                                    | 3-0                                    | Match amical                           |

## Palmarès
Boca Juniors
- Championnat d'Argentine (3) :
  - Champion : 2005 (Ouverture), 2006 (Clôture) et 2008 (Ouverture).

- Copa Libertadores (1) :
  - Vainqueur : 2007.

- Copa Sudamericana (1) :
  - Vainqueur : 2005.

- Recopa Sudamericana (3) :
  - Vainqueur : 2005, 2006 et 2008.